# فتح إسطنبول (فلم 1951)
فتح إسطنبول (بالتركية: İstanbul'un Fethi)، هي فيلم سينمائي تركي تاريخي، من إخراج أيدين أراكون، ومن بطولة سامي ايان أوغلو وتوران سيفيو أوغلو وفيليز تكين، وتتحدث الفيلم عن الحدث التاريخي لسقوط القسطنطينية عام 1453.